# Rajoleria de Prats
La Rajoleria de Prats és una obra de Prats i Sansor (Baixa Cerdanya) inclosa a l'Inventari del Patrimoni Arquitectònic de Catalunya.

## Descripció
Rajoleria situada a la Costa de Sant Martí al Prats i Sansor. Edifici de planta rectangular i dos pisos que ha estat objecte de constants intervencions al llarg dels anys. Els murs del forn són de maçoneria i el fontal i les dues boques són de maó vist i pedra sense treballar. Té un estat de conservació mitjà. Es mantenen elements antics del forn. L'edifici però té moltes parts reformades durant la segona meitat del segle xx. Part del cobert o magatzem té força mal estat de conservació, amb part de la teulada ensorrada. Cal destacar que encara s'hi troben rajoles, teules i maons pendents de fer la cuita, a la part de l'edifici que es dedicava a al forn. Va deixar de funcionar durant els anys 70 aproximadament. A partir d'aquí, la Rajoleria de Prats ha quedat en desús i abandonada. Dins del magatzem hi trobem diverses eines manuals, així com gran quantitat de motllos per a la fabricació de teules, maons i rajoles.